# The House of Darkness
The House of Darkness er en amerikansk stumfilm fra 1913 af D. W. Griffith.

## Medvirkende
- Lionel Barrymore.
- Claire McDowell.
- Charles Hill Mailes.
- Lillian Gish.
- Robert Harron.